# بيرسي ارنست شرام
بيرسي ارنست شرام (بالألمانية: Percy Ernst Schramm)‏ ركز جزء كبير من عمله على الرمزية والطقوس السياسية في العصور الوسطى، ولا سيما إيديولوجية دول القرون الوسطى، بما في ذلك الطرق التي مثل بها حكام الإمبراطورية الرومانية المقدسة في العصور الوسطى سلطتهم من خلال صورهم وشعائرهم، وكذلك انتقال أفكار حول الإمبراطورية الرومانية في الفكر السياسي والديني للعصور الوسطى. لا تزال أعماله تعتبر مساهمة أساسية في مجالات تاريخ الفن والنظريات السياسية. يعرف شرام أيضاً بأعماله في تاريخ مدينة هامبورغ، بما في ذلك أعماله الضخمة Nine Generations التي تركز على عائلته وعلى نطاق أوسع على العائلات الهانزية الرئيسية في هامبورغ على مدى ثلاثة قرون. ومن المعروف أيضًا أن شرام معروف لدى المؤرخين العسكريين بصفته كاتب اليوميات الرسمي للقيادة الألمانية العليا خلال السنوات الأخيرة من الحرب العالمية الثانية وشاهد رئيسي في محاكمات نورمبرغ. كان شرام أستاذا للتاريخ في جامعة غوتنغن من 1929 إلى 1963، مع فترة أنقطاع عن التدريس خلال الحرب عندما كان يحمل رتبة رائد.

## روابط خارجية
- بيرسي ارنست شرام على موقع مونزينجر (الألمانية)